# Condado de Providence
El condado de Providence (en inglés: Providence County) fundado en 1703 es un condado en el estado estadounidense de Rhode Island. En el 2008 el condado tenía una población de 626,150 habitantes. La sede del condado es Providence.

## Geografía
Según la Oficina del Censo, el condado tiene un área total de 1129 km² (435,9 mi²), de la cual 1070 km² (413,1 mi²) es tierra y 60 km² (23,2 mi²) (5.18%) es agua.

## Condados adyacentes
- Condado de Norfolk (Massachusetts) - noreste
- Condado de Bristol (Massachusetts) - este
- Condado de Bristol - sureste
- Condado de Kent - sur
- Condado de Windham (Connecticut) - oeste
- Condado de Worcester (Massachusetts) - noroeste

## Demografía
Según el censo en 2000, hubo 621,602 personas, 239,936 hogares, y 152,839 familias residiendo en el condado. La densidad poblacional era de 581 km² (224,3 mi²). En el 2000 había 253,214 unidades unifamiliares en una densidad de 237 km² (91,5 mi²). La demografía del condado era de 78.38% blancos, 6.55% afroamericanos, 0.51% amerindios, 2.90% asiáticos, 0.07% isleños del Pacífico, 8.02% de otras razas y 3.58% de dos o más razas. 13.39% de la población era de origen hispano o latino de cualquier raza. 72.7% de la población hablaba inglés, 13.4% español 4.9% y portugués en casa como lengua materna. 
La renta per cápita promedia del condado era de $36,950, y el ingreso promedio para una familia era de $46,694. En 2000 los hombres tenían un ingreso per cápita de $35,336 versus $26,322 para las mujeres. El ingreso per cápita para el condado era de $19,255 y el 15.50% de la población estaba bajo el umbral de pobreza nacional.

## Localidades
Las villas son divisiones censales, pero no están separados de los pueblos en los que están.
- Burrillville

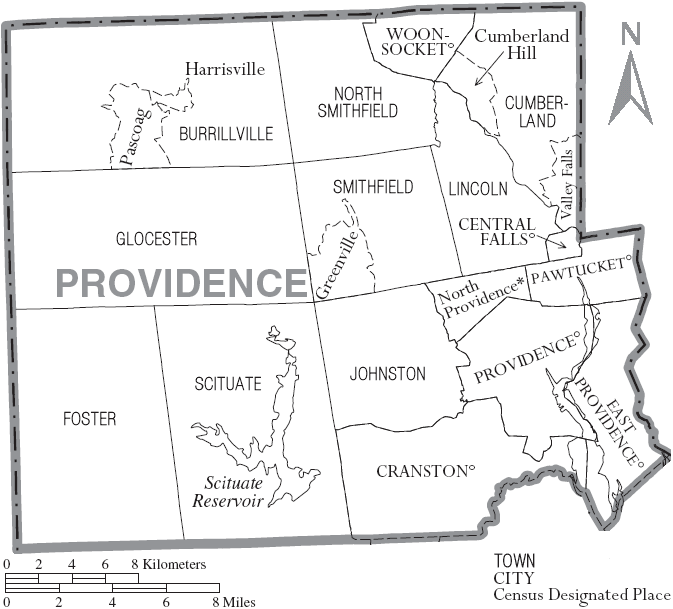
Mapa del condado de Providence

  - Harrisville (una villa de Burrillville)
  - Pascoag (una villa de Burrillville)
- Central Falls
- Cranston
- Cumberland
  - Cumberland Hill (una villa de Cumberland)
  - Valley Falls (una villa dividida entre Cumberland y Lincoln)
- East Providence
- Foster
- Glocester
- Johnston
- Lincoln
  - Manville (una villa de Lincoln)
  - Albion (una villa de Lincoln)
  - Quinnville (una villa de Lincoln)
  - Lonsdale (una villa de Lincoln)
  - Saylesville (una villa de Lincoln)
  - Lime Rock (una villa de Lincoln)
- North Providence
- North Smithfield
  - Branch Village (una villa de North Smithfield)
  - Forestdale (una villa de North Smithfield)
  - Primrose (una villa de North Smithfield)
  - Slatersville (una villa de North Smithfield)
  - Union Village (una villa de North Smithfield)
  - Waterford (una villa de North Smithfield)
- Pawtucket
- Providence
- Scituate
- Smithfield
  - Greenville (una villa de Smithfield)
- Woonsocket